# Big Girls Don't Cry - La vita comincia oggi
Big Girls Don't Cry - La vita comincia oggi (Große Mädchen weinen nicht) è un film tedesco del 2002 diretto e scritto da Maria von Heland.